# Jennifer Mundel
Jennifer Mundel (20 gennaio 1962) è un'ex tennista sudafricana.
È conosciuta anche come Jennifer Mundel-Reinbold.

## Carriera
In carriera ha vinto un titolo in singolare, il Northern California Open nel 1983. Nei tornei del Grande Slam ha ottenuto il suo miglior risultato a Wimbledon raggiungendo i quarti di finale nel singolare nel 1983 e di doppio nel 1986, in coppia con la statunitense Molly Van Nostrand.

## Statistiche

### Singolare

#### Vittorie (1)
| Numero | Anno           | Torneo                                | Superficie | Avversaria in finale | Punteggio |
| 1.     | 2 ottobre 1983 | Northern California Open, Bakersfield | Cemento    | Julie Harrington     | 6-4, 6-1  |

### Doppio

#### Finali perse (3)
| Numero | Anno              | Torneo                                       | Superficie  | Compagna            | Avversarie in finale            | Punteggio     |
| 1.     | 6 novembre 1982   | Hong Kong Open, Hong Kong                    | Terra rossa | Yvonne Vermaak      | Alycia Moulton Laura DuPont     | 2-6, 6-4, 5-7 |
| 2.     | 30 settembre 1984 | Virginia Slims of Richmond, Richmond         | Cemento     | Felicia Raschiatore | Elizabeth Minter Joanne Russell | 4-6, 6-3, 6-7 |
| 3.     | 10 marzo 1985     | Virginia Slims of Indianapolis, Indianapolis | Cemento     | Molly Van Nostrand  | Elise Burgin Kathy Horvath      | 4-6, 1-6      |